# Ander Herrera
Pour les articles homonymes, voir Herrera.
Herrera  Agüera est un nom espagnol. Le premier nom de famille, en général paternel, est Herrera ; le second, en général maternel, souvent omis, est Agüera.
Ander Herrera Agüera, né le 14 août 1989 à Bilbao (Biscaye) en Espagne, est un footballeur international espagnol qui joue au poste de milieu de terrain à Boca Juniors.

## Biographie

### Carrière en club

#### Débuts au Real Saragosse (2008-2011)
Cet espoir du football ibérique débute chez les professionnels au sein de la réserve du Real Saragosse, son club formateur. À peine a-t-il eu le temps d'y débuter qu'il joue déjà en équipe première, où il devient un élément important, que ce soit en deuxième comme en première division. Ses bonnes prestations attirent l'œil des recruteurs d'Arsenal, et plus particulièrement ceux d'Arsène Wenger, toujours en quête de jeunes joueurs talentueux. On parle alors d'une offre de 10 millions d'euros, bien que la clause libératoire du joueur s'élève à 24 millions pour celui qui est considéré comme le nouveau Cesc Fàbregas.

#### Confirmation à l'Athletic Bilbao (2011-2014)
Il rejoint l'Athletic Bilbao pour cinq ans avec une indemnité de transfert évaluée à 7,5 millions d'euros. Ander Herrera se révèle. Il restera trois ans à l'Athletic Bilbao, glanant un statut de titulaire indiscutable. Il marque 11 buts et délivre 20 passes décisives en 128 rencontres.

#### Manchester United (2014-2019)

##### Saison 2014-2015
Déjà tout proche de le signer à l'été 2013, le club anglais de Manchester United obtient son transfert le 26 juin 2014, pour un montant estimé à 36 millions d'euros. Il est ainsi le premier gros coup du mercato estival 2014 du club, il sera ensuite rejoint par Luke Shaw, Marcos Rojo, Ángel Di María, Daley Blind et Radamel Falcao (en prêt payant).
Il porte pour la première fois les couleurs mancuniennes lors d'un match amical contre Los Angeles Galaxy le 24 juillet 2014. Il se montre décisif en adressant trois passes décisives et contribue à la large victoire 7-0 de son équipe,. Il fait ses débuts en Premier League, le 16 août à domicile contre Swansea City (défaite 2-1) où il est remplacé après 67 minutes de jeu par Marouane Fellaini. Blessé à l'entrainement, il rate les deux matches suivants. Pour son retour sur les terrains, le 14 septembre (quatrième journée), il est décisif pour la première fois en Angleterre contre les Queens Park Rangers (4-0, un but et une passe décisive). Il marque à nouveau la semaine suivante à Leicester (défaite 5-3). Il est élu par les supporters deuxième meilleur joueur du club du mois de septembre (23 % des votes).
Blessé une grande partie du mois d'octobre, Herrera pâtit de la bonne forme de ses rivaux dans l'entrejeu et s'installe sur le banc cinq fois consécutives. Malgré tout, il délivre une passe décisive contre l'équipe de Hull, après son entrée en jeu. Il marque lors de son retour comme titulaire la semaine suivante contre Stoke City, avec une nouvelle passe décisive. Mais il se blesse à nouveau fin décembre. Le 4 janvier, il marque à Yeovil Town en FA Cup. Alternant titularisations, passages sur le banc et blessures, il ne gagne définitivement sa place qu'en deuxième partie de saison et enchaîne les matchs en tant que titulaire.
Ander Herrera séduit les supporters qui l'élisent meilleur joueur du mois de février à MU avec 76 % des suffrages. Il inscrit deux buts durant ce mois, à Preston le 16, et à Swansea le 21. Après sa belle passe décisive le 22 mars à Liverpool, il marque son premier doublé en Angleterre à l'occasion de la réception d'Aston Villa le 4 avril (3-1). Herrera est encore plébiscité par les supporters (meilleur joueur du mois d'avril avec 63 % des voix). 
Le 16 mai il ouvre le score contre Arsenal, mais Manchester concède le nul (1-1) et manque la troisième place. United finit quatrième de Premier League (70 points) en 2014-2015 pour la première saison du milieu de terrain au club.

##### Saison 2016-2017
Il est le meilleur joueur lors de la finale de la ligue Europa 2016-2017 contre l'Ajax Amsterdam (2-0 pour Manchester United).

##### Saison 2018-2019
L'entame de saison d'Herrera est retardée du fait d'une blessure à la cuisse, il commence sa saison lors de la troisième journée contre Tottenham (défaite 0-3) où il joue 54 minutes. La journée suivante il monte pour 14 minutes contre Burnley (victoire 0-2). Par la suite, on ne le voit plus sur le terrain ou même sur la feuille de match. Fin octobre, Il fait peu à peu son retour, d'abord en sortie de banc successivement contre Chelsea, Everton et Bournemouth et puis en tant que titulaire en Ligue des champions lors de la victoire (1-2) à Turin et contre Manchester City le 11 novembre (défaite 3-1).
Finalement, à la suite des mauvaises performances défensives de la nouvelle recrue Fred et aux tensions entre Paul Pogba et José Mourinho, il reprend une place de titulaire à part entière dans le milieu de terrain. Son engagement est loué et il inscrit son premier but de la saison à Southampton le 1er décembre (2-2), ensuite il est passeur décisif contre Arsenal (2-2) et participe à la victoire 4-1 contre Fulham.
Le 22 décembre 2018, après la défaite à Liverpool (3-1) et le limogeage de Mourinho, il est titularisé contre Cardiff dans un milieu à trois avec Pogba et Matic pour la première rencontre de l'ère Ole Gunnar Solskjær, il joue 90 minutes et participe à la victoire des siens (1-5) en inscrivant le deuxième but. Il prend peu à peu un rôle-clé dans le dispositif tactique du coach norvégien, en étant notamment à l’assiste lors du Boxing Day contre Huddersfield (3-1) et le 30 décembre contre Bournemouth (4-1).
Par la suite, il multiplie les titularisations durant la série de victoires contre Newcastle (0-2), Tottenham (0-1), Burnley (2-1) et la victoire en FA Cup contre Arsenal (3-1) le 25 janvier.
Le 12 février 2019, après la défaite à domicile contre le PSG (0-2), il déclare que le club français n'avait pas été meilleur.
Lors de la victoire contre Chelsea (0-2) en FA Cup le 18 février, il inscrit le premier but en surgissant de la deuxième ligne pour "smasher" une tête sur un centre de Pogba.
Le 24 février à domicile contre Liverpool (0-0), il sort blessé à la 20e minute.

#### Paris Saint-Germain (2019-2023)
Le 4 juillet 2019, libre de tout contrat, il s'engage avec le Paris Saint-Germain pour cinq ans.
Blessé à de multiples reprises il parvient tout de même à se montrer important dans la rotation du Paris-Saint-Germain.
Au début de la saison 2021-2022, il est un titulaire régulier au sein du milieu parisien avec notamment un doublé contre Clermont Foot 63.
À partir de fin novembre, il perd ce statut du fait de blessures récurrentes et de changements tactiques.

#### Prêt puis transfert à l'Athletic Bilbao (depuis 2022)
Le 27 août 2022, il est prêté avec option d'achat jusqu'au 30 juin 2023 à l'Athletic Bilbao.
Le 31 janvier 2023, dans les dernières heures du mercato hivernal, son option d'achat est levée prématurément par l'Athletic Bilbao. Cette vente permet au Paris Saint-Germain de prêter Keylor Navas à Nottingham Forest.

#### Transfert à Boca Juniors (2025)
Le 17 janvier, Ander Herrera rejoint librement le club argentin de Boca Juniors en provenance de l'Athletic Bilbao.

### En équipe nationale
Avec la sélection des moins de 20 ans, il dispute la Coupe du monde des moins de 20 ans 2009 qui se déroule en Égypte. Ander Herrera dispute quatre matchs lors de ce mondial, inscrivant deux buts contre l'équipe de Tahiti. L'Espagne atteint les huitièmes de finale de la compétition, en étant battue par l'Italie.
Avec la sélection des moins de 21 ans, il participe au championnat d'Europe espoirs 2011 organisé au Danemark. Ander Herrera inscrit deux buts lors de cette compétition : contre l'Angleterre en phase de groupe, puis contre la Suisse en finale. L'Espagne remporte la compétition en battant la formation helvétique (2-0) lors de l'ultime match. 
Avec l'équipe olympique, il prend part aux Jeux olympiques d'été de 2012 en Angleterre. Il dispute trois matchs lors du tournoi olympique.
Le 4 octobre 2016, il est appelé pour la première fois avec l'Espagne A par Julen Lopetegui, en remplacement de Javi Martinez, blessé.

## Style de jeu
À l'Athletic Bilbao, Ander Herrera participe davantage au jeu et aux phases offensives de l'équipe. Comparé à Cesc Fàbregas, Xavi ou encore Andrés Iniesta, c'est un milieu de terrain polyvalent avec beaucoup de qualités : vision du jeu, faculté de jouer long, précis dans le jeu court, technique dans les petits espaces, intelligent,. « C'est un joueur avec des caractéristiques très offensives, qui peut jouer derrière les deux attaquants, sur un côté ou en tant que double pivot », décrit Ander Garitano qui l'a eu sous ses ordres dans la réserve du Real Saragosse.
Dès son arrivée à Manchester United, le Basque diversifie son jeu et se montre plus complet. Il laisse sa capacité de création à d'autres joueurs plus adaptés à ce style de jeu (Michael Carrick puis Paul Pogba, entre autres) et se mue en véritable box-to-box capable de harceler l'adversaire, mais aussi de fluidifier les transitions offensives en étant fondamental à la récupération,. L'arrivée de José Mourinho a fait de lui un élément majeur du club.
Ander Herrera dit s'inspirer d'Éric Cantona, Zinédine Zidane, Gustavo Poyet et Andrés Iniesta.

## Statistiques
| Saison                | Club                   | Championnat           | Championnat | Championnat | Championnat | Coupe nationale | Coupe nationale | Coupe nationale | Coupe de la Ligue | Coupe de la Ligue | Coupe de la Ligue | Supercoupe | Supercoupe | Supercoupe | Compétition(s) continentale(s) | Compétition(s) continentale(s) | Compétition(s) continentale(s) | Compétition(s) continentale(s) | Supercoupe UEFA | Supercoupe UEFA | Supercoupe UEFA | Coupe du monde des clubs de la FIFA | Coupe du monde des clubs de la FIFA | Coupe du monde des clubs de la FIFA | Espagne | Espagne | Espagne | Total | Total | Total |
| Saison                | Club                   | Division              | M.          | B.          | P.d.        | M.              | B.              | P.d.            | M.                | B.                | P.d.              | M.         | B.         | P.d.       | Comp.                          | M.                             | B.                             | P.d.                           | M.              | B.              | P.d.            | M.                                  | B.                                  | P.d.                                | M.      | B.      | P.d.    | M.    | B.    | P.d.  |
| 2008-2009             | Real Saragosse         | D2                    | 19          | 2           | 2           | -               | -               | -               | -                 | -                 | -                 | -          | -          | -          | -                              | -                              | -                              | -                              | -               | -               | -               | -                                   | -                                   | -                                   | -       | -       | -       | 19    | 2     | 2     |
| 2009-2010             | Real Saragosse         | Liga                  | 30          | 2           | 1           | 2               | 0               | 0               | -                 | -                 | -                 | -          | -          | -          | -                              | -                              | -                              | -                              | -               | -               | -               | -                                   | -                                   | -                                   | -       | -       | -       | 32    | 2     | 1     |
| 2010-2011             | Real Saragosse         | Liga                  | 33          | 2           | 2           | 2               | 0               | 0               | -                 | -                 | -                 | -          | -          | -          | -                              | -                              | -                              | -                              | -               | -               | -               | -                                   | -                                   | -                                   | -       | -       | -       | 35    | 2     | 2     |
| Sous-total            | Sous-total             | Sous-total            | 82          | 6           | 5           | 4               | 0               | 0               | -                 | -                 | -                 | -          | -          | -          | -                              | -                              | -                              | -                              | -               | -               | -               | -                                   | -                                   | -                                   | -       | -       | -       | 86    | 6     | 5     |
| 2011-2012             | Athletic Bilbao        | Liga                  | 32          | 1           | 8           | 9               | 2               | 1               | -                 | -                 | -                 | -          | -          | -          | C3                             | 13                             | 1                              | 1                              | -               | -               | -               | -                                   | -                                   | -                                   | -       | -       | -       | 54    | 4     | 10    |
| 2012-2013             | Athletic Bilbao        | Liga                  | 29          | 1           | 2           | 2               | 0               | 0               | -                 | -                 | -                 | -          | -          | -          | C3                             | 4                              | 1                              | 0                              | -               | -               | -               | -                                   | -                                   | -                                   | -       | -       | -       | 35    | 2     | 2     |
| 2013-2014             | Athletic Bilbao        | Liga                  | 33          | 5           | 6           | 6               | 0               | 0               | -                 | -                 | -                 | -          | -          | -          | -                              | -                              | -                              | -                              | -               | -               | -               | -                                   | -                                   | -                                   | -       | -       | -       | 39    | 5     | 6     |
| Sous-total            | Sous-total             | Sous-total            | 94          | 7           | 16          | 17              | 2               | 1               | -                 | -                 | -                 | -          | -          | -          | -                              | 17                             | 2                              | 1                              | -               | -               | -               | -                                   | -                                   | -                                   | -       | -       | -       | 128   | 11    | 18    |
| 2014-2015             | Manchester United      | PL                    | 26          | 6           | 4           | 5               | 2               | 1               | 0                 | 0                 | 0                 | -          | -          | -          | -                              | -                              | -                              | -                              | -               | -               | -               | -                                   | -                                   | -                                   | -       | -       | -       | 31    | 8     | 5     |
| 2015-2016             | Manchester United      | PL                    | 27          | 3           | 2           | 6               | 0               | 3               | 1                 | 0                 | 0                 | -          | -          | -          | C1+C3                          | 4+3                            | 1+1                            | 1+0                            | -               | -               | -               | -                                   | -                                   | -                                   | 2       | 0       | 0       | 43    | 5     | 6     |
| 2016-2017             | Manchester United      | PL                    | 31          | 1           | 6           | 3               | 0               | 1               | 6                 | 1                 | 3                 | 1          | 0          | 0          | C3                             | 9                              | 0                              | 1                              | -               | -               | -               | -                                   | -                                   | -                                   | -       | -       | -       | 50    | 2     | 11    |
| 2017-2018             | Manchester United      | PL                    | 26          | 0           | 2           | 4               | 2               | 0               | 2                 | 0                 | 0                 | -          | -          | -          | C1                             | 6                              | 0                              | 0                              | -               | -               | -               | 1                                   | 0                                   | 0                                   | -       | -       | -       | 39    | 2     | 2     |
| 2018-2019             | Manchester United      | PL                    | 22          | 2           | 3           | 3               | 1               | 0               | 1                 | 0                 | 0                 | -          | -          | -          | C1                             | 2                              | 0                              | 0                              | -               | -               | -               | -                                   | -                                   | -                                   | -       | -       | -       | 28    | 3     | 3     |
| Sous-total            | Sous-total             | Sous-total            | 132         | 12          | 17          | 21              | 5               | 5               | 10                | 1                 | 3                 | 1          | 0          | 0          | -                              | 24                             | 2                              | 2                              | -               | -               | -               | 1                                   | 0                                   | 0                                   | 2       | 0       | 0       | 191   | 20    | 27    |
| 2019-2020             | Paris Saint-Germain    | Ligue 1               | 8           | 1           | 1           | 4               | 0               | 0               | 3                 | 0                 | 0                 | 1          | 0          | 0          | C1                             | 6                              | 0                              | 0                              | -               | -               | -               | -                                   | -                                   | -                                   | -       | -       | -       | 22    | 1     | 1     |
| 2020-2021             | Paris Saint-Germain    | Ligue 1               | 31          | 1           | 3           | 3               | 0               | 0               | -                 | -                 | -                 | 1          | 0          | 0          | C1                             | 10                             | 0                              | 0                              | -               | -               | -               | -                                   | -                                   | -                                   | -       | -       | -       | 45    | 1     | 3     |
| 2021-2022             | Paris Saint-Germain    | Ligue 1               | 19          | 3           | 1           | 2               | 0               | 0               | -                 | -                 | -                 | 1          | 0          | 0          | C1                             | 6                              | 1                              | 0                              | -               | -               | -               | -                                   | -                                   | -                                   | -       | -       | -       | 28    | 4     | 1     |
| Sous-total            | Sous-total             | Sous-total            | 58          | 5           | 5           | 9               | 0               | 0               | 3                 | 0                 | 0                 | 3          | 0          | 0          | -                              | 22                             | 1                              | 0                              | -               | -               | -               | -                                   | -                                   | -                                   | -       | -       | -       | 95    | 6     | 5     |
| 2022-2023             | Athletic Bilbao (prêt) | Liga                  | 17          | 0           | 1           | 3               | 0               | 0               | -                 | -                 | -                 | -          | -          | -          | -                              | -                              | -                              | -                              | -               | -               | -               | -                                   | -                                   | -                                   | -       | -       | -       | 20    | 0     | 1     |
| 2023-2024             | Athletic Bilbao        | Liga                  | 23          | 0           | 3           | 4               | 0               | 0               | -                 | -                 | -                 | -          | -          | -          | -                              | -                              | -                              | -                              | -               | -               | -               | -                                   | -                                   | -                                   | -       | -       | -       | 27    | 0     | 3     |
| 2024-2025             | Athletic Bilbao        | Liga                  | 8           | 0           | 0           | 1               | 0               | 0               | -                 | -                 | -                 | -          | -          | -          | C3                             | 5                              | 0                              | 1                              | -               | -               | -               | -                                   | -                                   | -                                   | -       | -       | -       | 14    | 0     | 1     |
| Sous-total            | Sous-total             | Sous-total            | 48          | 0           | 4           | 8               | 0               | 0               | 0                 | 0                 | 0                 | 0          | 0          | 0          | -                              | 5                              | 0                              | 1                              | -               | -               | -               | 0                                   | 0                                   | 0                                   | -       | -       | -       | 61    | 0     | 5     |
| 2024-2025             | CA Boca Juniors        | Primera División      | 6           | 0           | 0           | 1               | 0               | 0               | -                 | -                 | -                 | -          | -          | -          | CL                             | 1                              | 0                              | 0                              | -               | -               | -               | 1                                   | 0                                   | 0                                   | -       | -       | -       | 9     | 0     | 0     |
| Total sur la carrière | Total sur la carrière  | Total sur la carrière | 420         | 30          | 47          | 60              | 7               | 6               | 13                | 1                 | 3                 | 4          | 0          | 0          | -                              | 69                             | 5                              | 4                              | 1               | 0               | 0               | 1                                   | 0                                   | 0                                   | 2       | 0       | 0       | 570   | 43    | 60    |

## Palmarès

### En club
|  |  | Athletic Bilbao - Coupe d'Espagne - Vainqueur : 2024 - Finaliste : 2012 - Ligue Europa - Finaliste : 2012 |  | Manchester United - Premier League - Vice-Champion : 2018 - Coupe d'Angleterre - Vainqueur : 2016 - Finaliste : 2018 - Coupe de la Ligue anglaise - Vainqueur : 2017 - Community Shield - Vainqueur : 2016 - Ligue Europa - Vainqueur : 2017 - Supercoupe UEFA - Finaliste : 2017 | Paris Saint-Germain - Ligue 1 - Champion : 2020 et 2022 - Vice-champion : 2021 - Coupe de France - Vainqueur : 2020, 2021 - Coupe de la Ligue - Vainqueur : 2020 - Trophée des champions - Vainqueur : 2019, 2020 - Finaliste : 2021 - Ligue des champions - Finaliste : 2020 |

### En équipe nationale
|  |  | Espagne U-20 - Jeux méditerranéens - Vainqueur : 2009 |  | Espagne espoirs - Euro Espoirs - Vainqueur : 2011 |

### Distinctions individuelles
- Nommé dans l'équipe type du championnat d'Europe espoirs 2011.
- Élu "homme du match" de la finale de Ligue Europa en 2017.